# 오토 브라운 (1872년)
오토 브라운(Otto Braun, 1872년 1월 28일 ~ 1955년 12월 14일)은 독일 제국의 정치인이다.

## 정치 활동 초기
동프로이센의 쾨니히스베르크에서 철도 직원인 아버지 밑에서 태어났다. 어릴 때 석판인쇄공으로 근무한 적이 있으며, 16살이 되었을 때 동프로이센의 노동운동에 뛰어들어 두각을 드러냈다. 복잡한 내부 사정을 안고 있는 노동운동 조직을 통솔하기에 천부적인 능력이 있었기 때문이다. 하지만 말재간이 없어 과묵한 성격이었으며, 대중을 끌어들이는 능력은 부족하였다. 「사회주의자 진압법」(Sozialistengesetz)에 의해 금지되어 있던 독일 사회민주당(SPD)에 가입하였는데 처음에는 생디칼리슴의 영향을 받아 좌파에 속했다.
이후 쾨니히스베르크 노동자선거동맹의 대표로 취임하였고 곧 사민당 계열의 잡지 발행인 및 편집자가 되었다. 당의 지원을 제대로 받지 못해 가난했지만 그가 담당한 《쾨니히스베르크 인민신문》은 큰 성공을 거두었다. 특히 농민층의 지지를 많이 받았는데 이후 브라운은 농정 전문가가 되어 융커와 대립하게 된다. 또한 독일농민협회를 설립하고 지역건강보험조합의 대표가 되었으며, 쾨니히스베르크 시의회의원 선거에 출마하여 당선되었다. 1892년에는 2개월 간 투옥되기도 했으며, 1904년에는 인민주의자의 협력을 받아 러시아의 제정을 무너뜨리는 운동에 협력하다가 국가반역죄로 투옥되었다가 무죄판결을 받기도 했다.
1898년에는 사민당 동프로이센 대표로 취임했으며 1905년에는 전국위원회 위원에 선출되었다. 1911년에는 사민당 전국사무국 경리계장이 되어 1917년까지 근무했으며, 1913년 프로이센 의회의원으로 당선되었다. 당초 좌파에 속했던 그이지만, 이후 스파르타쿠스단이나 독일 공산당의 주장이 교조주의적이고 현실적이지 않다 하여 거리를 두게 되었다. 1914년에 발생한 제1차 세계 대전에 대해서도 지지 입장을 밝혔다. 1918년 독일 11월 혁명이 일어나자 베를린의 노동자·병사위원회 위원으로 선출되었지만 무의미한 이데올로기 논쟁이 실망을 하게 된다.
1919년 바이마르 헌법을 제정하기 위한 제헌의회에 의원으로 선출되었으며 이후 1933년까지 의원으로 재직한다. 사민당 지도부와는 정책을 둘러싸고 자주 대립했으며 독일 독립사회민주당과의 재통합 이후 더욱 심각해졌다. 사민당 당수였던 오토 벨스(Otto Wels)와는 라이벌 관계였는데 브라운은 벨스를 무책임하다고 비판하고 벨스는 브라운을 당과 규약을 존중하지 않는다고 비판했다.

## 프로이센 주수상
브라운은 제국의회의원으로 재직하면서 프로이센주의회의원의 직을 겸하고 있었는데 1918년에는 프로이센주 농무장관에 임명되었다. 이후 농지개혁을 추진하여 복원 병사에게 직업을 주고자 시도했지만 토지 소유자나 융커의 격력한 저항에 부딪혀 실패로 끝났다. 1920년 3월부터 1921년 3월까지, 1921년 11월부터 1925년 1월까지, 그리고 1925년 4월부터 1932년 5월까지 프로이센 주수상으로 재임했는데 연방수상이 빈번하게 교체되는 것과는 대조적이었다. 주수상으로서 지주 소유자와 이를 기반으로 하는 독일 국가인민당과의 절충을 통해 폴란드와의 국경 문제나 폴란드계 주민의 권리 문제, 분리독립을 주장하는 라인란트 지방과의 문제, 유난히 반항적이었던 쾰른 시장 콘라트 아데나워(Konrad Hermann Joseph Adenauer)와의 문제, 구프로이센 왕가인 호엔촐레른가의 사유재산처리 등의 문제와 맞닥뜨렸다.
브라운의 내각은 사민당 외에도 독일 중앙당, 독일 인민당, 국가인민당과의 연립을 통해 구성하였는데 중앙당은 그 중에서 가장 내각에 비판적이었다. 문제가 된 것은 학교의 종교교육인데 로마 카톨릭교회와 연관이 있는 중앙당에 대해 사민당이나 인민당은 공립학교의 종교교육 미실시를 주장하였고 브라운은 '프로이센주가 바이마르공화국 민주주의의 최후의 보루'라고 말하였다. 한편, 비민주적이거나 왕당파 관리 및 경찰서장, 현지사를 대대적으로 교체하여 '권위주의적 브라운의 주정부는 프로이센의 차르'라는 비판도 받았다.
1925년에는 프리드리히 에베르트(Friedrich Ebert) 제국대통령이 급사하자 사민당의 대통령 후보로 출마하지만 1차 투표에서 29% 밖에 득표하지 못해 2차 투표 전에 중앙당의 빌헬름 마르크스(Wilhelm Marx)에게 양보하였다. 하지만 최종적으로 당선된 것은 보수파의 지지를 받은 파울 폰 힌덴부르크(Paul Ludwig von Beneckendorf und von Hindenburg)였다. 이후 브라운은 국가사회주의 독일 노동자당이 영향력을 확대하자 이를 경계하여 하인리히 브뤼닝 내각이 돌격대 금지령을 내리도록 실현시켰다.

## 쿠데타와 사망
하지만 국정이 혼란해지는 와중에 프로이센주의회에서도 연립여당의 의석수가 줄어들어 1930년에는 국가인민당과 독일 공산당이 불신임안을 제출하기에 이른다. 1931년에는 전선병사동맹 철모단, 나치, 국가인민당, 인민당, 공산당이 브라운 내각을 쓰러뜨리고자 시도했고 1932년 4월 주의회의원 선거에서는 결국 연립여당이 과반수 획득에 실패하기에 이른다. 다만, 어느 정당도 단독 과반수를 점하기 못했기 때문에 브라운 내각은 임시로 연명하게 된다. 하지만 그 해 7월 20일 컨디션이 좋지 않아 입원을 하게 되고 프란츠 폰 파펜(Franz Joseph Hermann Michael Maria von Papen zu Köningen)이 신임 수상으로 취임하게 된다. 파펜은 주의회의원 선거 결과, 브라운의 건강 악화, 함부르크 폭동 등을 명분으로 주수상에 취임했는데 그는 이후 주수상직을 폐지하고 스스로 국가판무관에 취임한다. 이에 브라운은 최고재판소에 소송을 의뢰했고, 10월 최고재판소는 브라운이 정당한 프로이센 주수상이라는 판결을 내리지만 이미 실권은 잃은 상태였다. 1933년 1월 30일 아돌프 히틀러(Adolf Hitler)가 내각을 조각하고 2월 1일 제국의회를 해산한 뒤 그 기세를 몰아 프로이센 주의회까지 해산시킨 뒤 제국의회선거와 같은 날에 동시선거를 치르도록 하였다. 하지만 2월 4일 나치가 제출한 주의회 해산안은 부결되어 브라운은 주수상 지위를 형식적으로나마 유지했지만 6일 대통령령에 의해 결국 파면되고 만다. 이후 파펜이 다시 주수상이 되고 주의회는 끝내 해산된다. 이후 4월에 헤르만 괴링(Hermann Wilhelm Göring)이 국가판무관에 취임한다.
히틀러 내각이 성립하고 얼마 되지 않은 2월 27일 국가의회 의사당 화재 사건이 일어나자 신변의 위험을 느낀 브라운은 자동차를 타고 오스트리아로 망명했다가 다시 스위스로 몸을 옮겼다. 하지만 독일 내의 자산은 몰수당하는 등 경제적인 어려움을 겪자 채권자들을 피해 파리로 도망갔다. 1938년에는 자서전을 출판하고 다시 스위스로 돌아갔지만 제2차 세계 대전이 일어나 다시 빈곤해지게 되었다. 이후 지인의 도움으로 목숨을 연명하다가 대전 이후 사민당 재건당대회에 참가하기 위해 서독으로 돌아왔지만 정계에 복귀하지 못한 채 스위스의 로카르노에서 죽음을 맞이하게 된다.

## 역대 선거 결과
| 선거명      | 직책명        | 대수 | 정당            | 득표율 | 득표수      | 결과 | 당락 |
| ----------- | ------------- | ---- | --------------- | ------ | ----------- | ---- | ---- |
| 1925년 선거 | 독일의 대통령 | 2대  | 독일 사회민주당 | 29.0%  | 7,802,497표 | 2위  | 낙선 |

| 전임 파울 히어슈 | 제3대 프로이센 자유주 주총리 1920년 3월 27일 ~ 1921년 4월 21일 | 후임 아담 슈테거발트 |

| 전임 아담 슈테거발트 | 제5대 프로이센 자유주 주총리 1921년 11월 5일 ~ 1925년 2월 18일 | 후임 빌헬름 마르크스 |

| 전임 빌헬름 마르크스 | 제7대 프로이센 자유주 주총리 1925년 4월 6일 ~ 1932년 7월 20일 | 후임 프란츠 폰 파펜 |